# 毛叶假鹰爪
毛叶假鹰爪（学名：Desmos dumosus）是番荔枝科假鹰爪属的植物。分布于泰国、越南、新加坡、印度、老挝、马来西亚以及中国大陆的贵州、广西、云南等地，生长于海拔500米至1,700米的地区，一般生长在山地疏林中和山坡灌木林中，目前尚未由人工引种栽培。

## 别名
火神（云南河口）；都蝶（广西隆安）；云南山指甲（植物分类学报）